# 小塚原刑場
小塚原刑場（こづかはらけいじょう、こづかっぱらけいじょう）は、かつて東京都荒川区にあった刑場。江戸時代から明治初期にかけて存在した。
小塚原の地名は古塚原、または骨ヶ原（こつがはら）ともいう。

## 概要

### 歴史

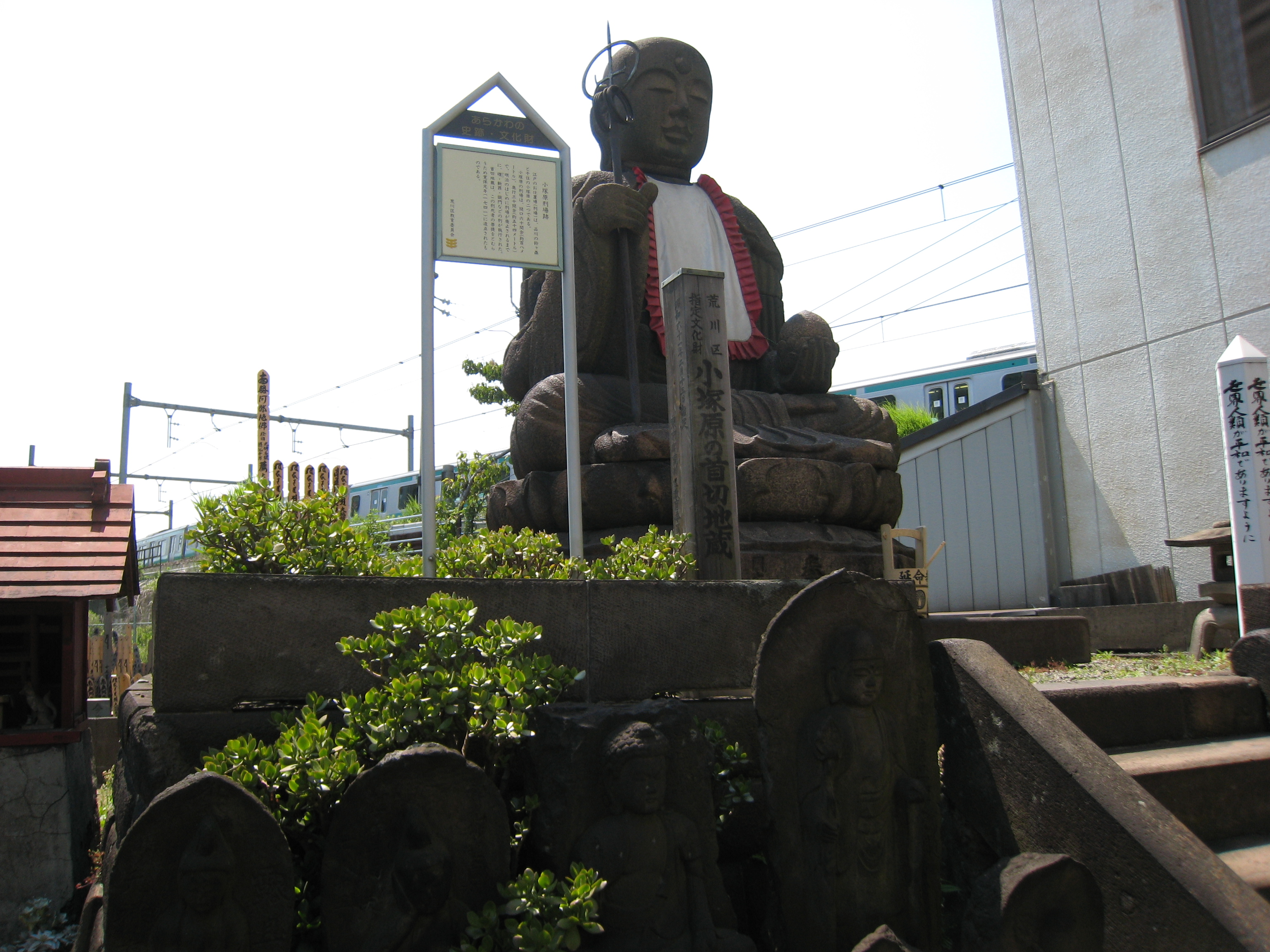
小塚原刑場の首切地蔵

小塚原刑場は、慶安4年（1651年）に千住大橋南側の小塚原町（こづかはらまち）に創設された。現在の東京都荒川区南千住2丁目に相当する。小塚原町は万治3年（1660年）に千住宿に加えられた。江戸時代の刑場は北に小塚原刑場、南に東海道沿いの鈴ヶ森刑場（東京都品川区南大井）があり、二大刑場といわれた。刑場の広さは間口60間（108メートル）、奥行30間余（54メートル）程だった。
小塚原の仕置場では磔刑・火刑・梟首（獄門）が執行された。小塚原刑場では腑分けも行われた。腑分けが行われたのは小伝馬町牢屋敷（日本橋小伝馬町）と小塚原刑場だったという。また、山田浅右衛門による使われる刀剣の試験場（当時は「おためし場」とよばれた）だった。
死体は、そのまま野ざらしにされたり、丁寧に埋葬せずに土を被せるだけで、夏になると周囲に臭気が充満し、野犬やイタチの類が食い散らかして地獄のような有様だったという。
寛文9年（1699年）には、下谷浅草の各宗派寺院内にあった五三昧（火葬寺）19の寺が小塚原に移転し、19世紀初頭には、江戸の北の一大火葬埋葬場になった。
寛保元年（1741年）には、首切地蔵（高さ3メートルほど）が建てられた。
明治6年（1873年）7月には、欧米と対等の人権基準を設ける必要に迫られた新政府によって廃止された。小塚原刑場では、創設から廃止までの間に合計で20万人以上の罪人の死刑が執行されたという。

### 死者の埋葬と供養
寛文7年（1667年）に本所回向院の住職である弟誉義観（ていよぎかん）が、死者の埋葬と供養を行うため、小塚原刑場隣接地に常行堂を創建した。これが後の南千住回向院になった。
文政5年（1822年）、南部藩の臣・相馬大作（下斗米秀之進）が処刑されて以降、国事犯の刑死者はここに埋葬された。安政の大獄で処刑された橋本左内、吉田松陰、頼三樹三郎等も一時埋葬された。

### 『解体新書』の翻訳
明和8年（1771年）にターヘル・アナトミアを手に入れた蘭学者の杉田玄白・中川淳庵・前野良沢らが解剖図の正確性を確かめるために、小塚原刑場で刑死者の解剖（腑分け/ふわけ）に立ち合っており、1922年（大正11年）にこのことを記念して回向院に寄贈された観臓記念碑がある。

## 移転
本町四丁目辺り⇒浅草鳥越橋辺り⇒浅草聖天町西方寺向かい⇒小塚原（中村町）（1697年 - 1873年）

## 跡地

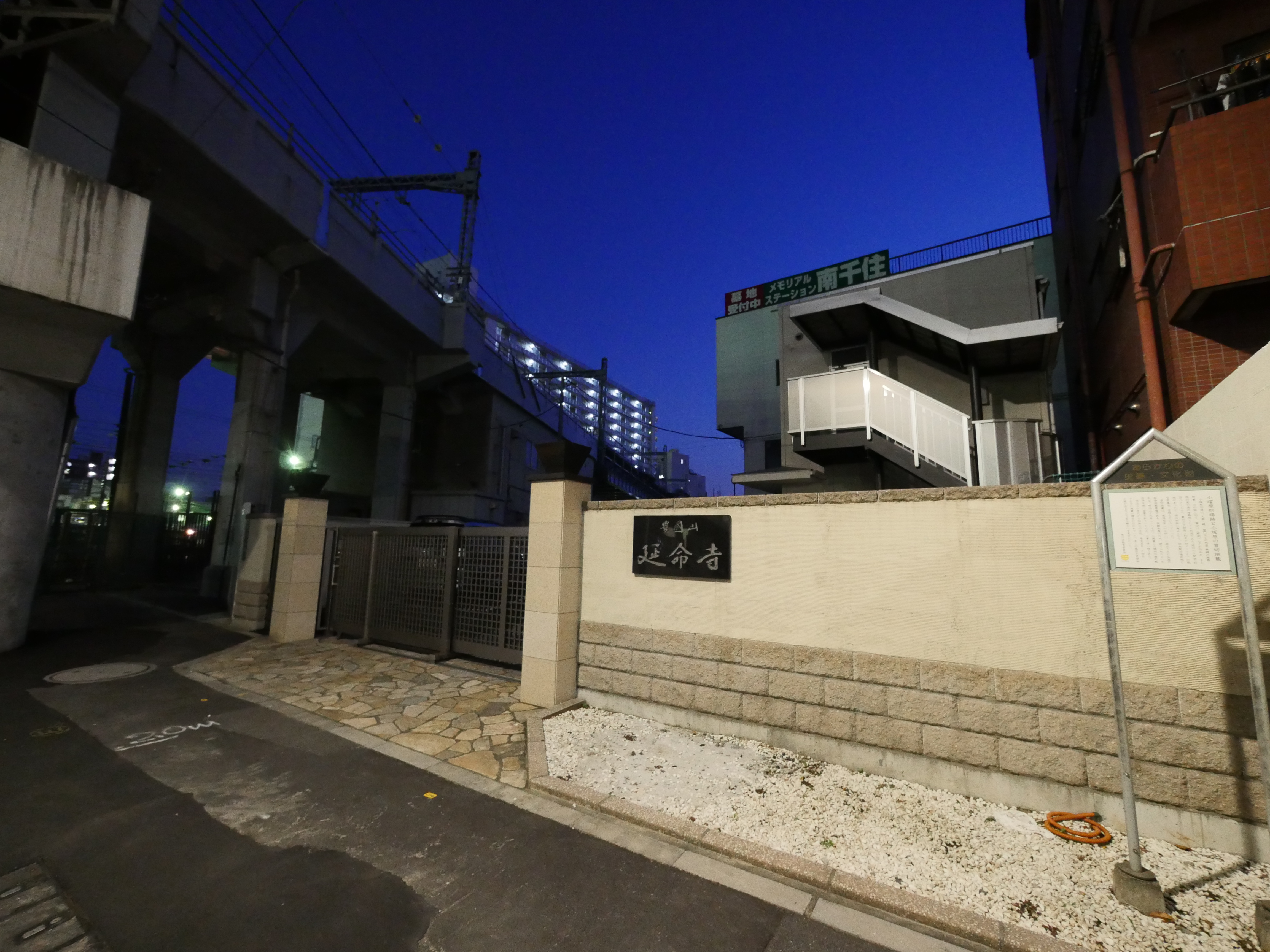
延命寺

回向院は明治に入り、常磐線を建設する際線路が敷地中央を通過したため分断された。常磐線の北側が回向院、南側が延命寺として独立した。刑場跡は現在の南千住駅西側、常磐線と東京メトロ日比谷線間の延命寺内に位置する。小塚原刑場の資料は現在公開されていないが、荒川ふるさと文化館で不定期に資料（首切り刀など）を公開している。
そして以下のように、鉄道工事の度に人骨が出土された事例が出ている。
- 1960年6月、日比谷線の工事の際に、この刑場に関するとされる大量の人骨が出土され、それらは首切地蔵の前に山積みされた[6][7]。
- 1998年10月30日に、当地でのつくばエクスプレス（当時は「常磐新線」と称されていた）の建設工事中に、竹のタガがはめ込まれた直径75 cmの筒状の丸い木枠（厚さ6 cm・長さ1.38 mの板を13枚並べて作られたもの）の中から、104人分[8]の頭蓋骨が掘り出されたことがニュースになった。荒川区教育委員会などは、これらは「この刑場に関するものと予想される」と話しており、頭蓋骨は後日調査のために国立科学博物館に送られた[9]。またその後2001年 - 2002年にも工事に伴う本調査が行われた際、頭蓋骨252体分、四肢骨約1700点と大量の人骨などが掘り出されている[8][6]。これらは棺などの入れ物を用いずそのまま土に埋められた状態で、1平方メートルあたり2体分埋まっていたという過密状態だったという[6]。

### 有形文化財（歴史資料）
小塚原刑場跡には現在、荒川区により文化財登録されているものがある。
- 景岳橋本君碑　［区登録］
- 吉田松陰の墓　［区登録］
- 橋本左内の墓　［区登録］
- 頼三樹三郎の墓　［区登録］
- 小塚原の刑場跡　［区指定］
- 観臓記念碑　［区登録］
- 回向院文書　［区登録］
- 小塚原の首切地蔵　［区指定］所在地：南千住二丁目34番5号延命寺内

### アクセス
南千住駅（JR常磐線・東京メトロ日比谷線・つくばエクスプレス）徒歩5分
- 延命寺（首切り地蔵）･･･南千住2-34-5

## 参考資料

### 文献
- 宮下忠子『原田きぬ考』　、中央公論事業出版、　ISBN 978-4-89514-416-2、2014年。
- 荒川区教育委員会『橋本左内と小塚原の仕置場』（2009）
- 荒川区教育委員会『杉田玄白と小塚原の仕置場』（2008）
- 氏家幹人『大江戸死体考』（1999）
- 滝川政次郎『日本行刑史』
- 江戸遺跡研究会『甦る江戸』
- 高田隆成『荒川区史跡散歩』
- 横山吉男『日光街道を歩く』
- 小沢信夫『東京骨灰紀行』
- 黄木土也『小塚原刑場史』、新風舎、ISBN 9784289000531、2006年

### ウェブサイト
- 荒川区 (更新日：2010年3月30日). “南千住地域の神社・寺院・文化財一覧”.   荒川区.. 2016年9月14日閲覧。